# Muntell de les Verges
El Muntell de les Verges, o Muntell Gros, és una duna fluvial situada a la riba esquerra del riu Ebre, al municipi de Deltebre (Baix Ebre), prop de la desembocadura del riu. Amb una alçada de 4 metres, és el punt més alt de la plana del Delta de l'Ebre. A la part més alta hi ha un mirador, on el 1969 s'hi van col·locar 4 monòlits coronats per les escultures de 4 marededeus: de Montesclaros (Fontibre), del Pilar (Saragossa), de Valvanera (Rioja) i de la Cinta (Tortosa). A causa del vandalisme i el deteriorament, les escultures es van substituir per plafons sobre els monòlits, que actualment són 8, amb la representació de les diferents advocacions marianes, que representen les comunitats autònomes per on passa el riu Ebre: la Verge de Montesclaros, de Cantàbria; la Verge de la Penya de França, de Castellà-Lleó; la Verge de la Valvanera, de la Rioja; la Verge d’Arantzazu, del País Basc; Santa Maria La Real, de Navarra; la Verge del Pilar, de l'Aragó i les Verges de l'Assumpció i de la Cinta, de Catalunya.
Aquest punt és l'origen del ramal de l'Ebre del Camí català de Sant Jaume.